# Provincia di Kien Giang
Kien Giang (vietnamita: Kiên Giang) è una provincia del Vietnam, della regione del delta del Mekong. Occupa una superficie di 6.346,3 km² e ha una popolazione di 1.727.600 abitanti. 
La capitale provinciale è Rạch Giá. 
La zona costiera della Provincia di Kien Giang nel 2006 è stata riconosciuta riserva della biosfera dall'UNESCO.

## Distretti
Di questa provincia fanno parte una città (Rạch Giá), una città (Hà Tiên), e i distretti:
- An Biên
- Distretto di An Minh
- Châu Thành
- Giang Thành
- Giồng Riềng
- Gò Quao
- Hòn Đất
- Kiên Hải
- Kiên Lương
- Phú Quốc
- Tân Hiệp
- Vĩnh Thuận
- U Minh Thượng